# Iguarima
Genre
Iguarima est un genre d'araignées aranéomorphes de la famille des Anyphaenidae.

## Distribution
Les espèces de ce genre se rencontrent en Équateur et au Brésil.

## Liste des espèces
Selon World Spider Catalog (version 17.5, 27/09/2016) :
- Iguarima censoria (Keyserling, 1891)
- Iguarima pichincha Brescovit, 1997

## Publication originale
- Brescovit, 1997 : Revisão de Anyphaeninae Bertkau a nivel de gêneros na região Neotropical (Araneae, Anyphaenidae). Revista Brasileira de Zoologia, vol. 13, suppl. 1, p. 1-187 (texte intégral).